# 文明国
文明国（ぶんめいこく）とは、かつて西欧文明の伝統やそれに準ずる国内体制をそなえた国家を指した用語であり、20世紀初頭までの国際法では国家として他国と対等の主体性を認められるためにはこうした基準に照らして「文明国」であることが求められ、その基準に達しない社会は国家ではなく無主地とみなされた。現代国際社会においては基本的にこうした考え方は否定されている。

## 概要
近代における国際法の発展はヨーロッパのキリスト教国家間の文化的同質性を背景としたものであった。18世紀にはロシア、アメリカ合衆国、中南米諸国といったヨーロッパ圏外の国々が国際法の適用範囲内に含められていったが、当時は依然としてキリスト教文化圏に限定されていた。主権国家として国際法上の外交能力を取得するためには、ローマ法の原則を受け継いだ国内法体制、キリスト教的思想背景を備えた社会体制、商業資本主義・重商主義を採用した経済体制、西欧文明的伝統に準じた国内体制、が求められ、こうした要件を備えていない社会は「文明国」とはみなされず、国際法上の国家としての主体性を否定された。19世紀中ごろになるとトルコ、中国、日本といった非キリスト教文化圏の国々も国際法の適用範囲に含まれていったが、それでも例えばトルコにおけるカピチュレーションや日本・中国に対する不平等条約などに見られるように、欧米諸国からみて異質の文化・社会制度をそなえたこうした国々が欧米諸国から対等の「文明国」として扱われていたわけではなかった。ヨーロッパ的基準の上では異質な文明形態と未熟な国内体制を備えた当時のこうした国々は、「不完全主権国」として扱われたのである。さらにアジア・アフリカ諸国の中には国家としての主体性を認められず、植民地支配の対象となった国々もあった。欧米諸国の基準に照らして「文明国」としての要件を備えていない社会は無主地とされ、先占の法理によって植民地化することが国際法上容認されていたのである。こうした「文明国」概念は当時の国際法が欧米列強中心主義的なものであったことを示している。非ヨーロッパ諸国が不平等条約の改正などにより完全主権国としての地位を取得するためには、ヨーロッパの同質文明に適応した国内体制を整備することが条件とされた。1899年と1907年に開催されたハーグ平和会議に非ヨーロッパ的・非キリスト教的諸国が平等に参加した際にも、こうした国々がヨーロッパ的同質文明に適応することが前提条件とされていたのである。
第二次世界大戦後には国際法上民族自決権が認められ、20世紀前半まで通説的であった「文明国」としての要件を備えていない国家の国際法上の主体性を否定する考え方は、非植民地化が進展するにつれて批判されることとなった。しかし今日でもなお、例えば国際人権法の分野では「文明国」概念に関連して意見の対立がある。国内に在留する外国人に対して国際法上どの程度まで人権の保護を与えなければならないかについての対立である。ひとつは先進国の国内体制を念頭に「文明国」の国内で自国民に対し通常認められる程度の人権保護を外国人の人権保護の最低基準として、この先進国における最低基準を国際標準とする立場である。これを国際標準主義、または文明国標準主義という。もう一方は、外国人に対しても自国民に認めている程度の人権保護を認めれば足りるとする立場で、これを国内標準主義といい、国際標準主義を採用すると自国民に対して与える以上の人権を外国人に保障しなければならなくなる発展途上国がこれを主に主張する。現代の国際法はもともと自然法、ローマ法、キリスト教神学思想などといった考え方を基盤としており、こうした考え方を元来共有しない国々に対しても国際法という法が妥当しうるかどうかは、今日でもなお国際法が直面している課題ともいえる。